# Туринский муниципальный округ
Тури́нский городско́й о́круг — муниципальное образование в Свердловской области России. Относится к Восточному управленческому округу.
Административный центр — город Туринск.
С точки зрения административно-территориального устройства области, городской округ находится в границах административно-территориальной единицы Туринский район.
С 1 января 2025 года имеет статус муниципального округа.

## География
Городской округ расположен на востоке Свердловской области, у пересечения 62 параллели с 53 меридианом. Площадь составляет 7513,06 км². Протяжённость в меридиональном направлении составляет 108 км, в широтном направлении — 116 км. Туринский городской округ граничит на западе с Алапаевским и Махнёвским муниципальными образованиями, на севере с Таборинским муниципальным районом, на востоке с Тавдинским городским округом, на юге со Слободо-Туринским и Байкаловским муниципальными районами, а также с Ирбитским муниципальным образованием.
Городской округ расположен в пределах Западно-Сибирской равнины, в двух ландшафтных микрорайонах: южно-таёжной подпровинции и северо-лесостепной подпровинции. Абсолютные отметки высот колеблются от 50 до 150 м над уровнем моря. Самые низкие точки находятся в долине реки Туры.
Территория района сложена глиной и песком. Возможна их промышленная добыча для местных нужд. Кроме того, имеются месторождения торфа общей площадью промышленной залежи 146,4 тыс. га с запасами торфа 3212,6 млн³. В целом, округ является малоперспективным для поисков полезных ископаемых.
Состав земель по категориям:
- земли сельскохозяйственного назначения: 264 932 га,
- земли населённых пунктов: 9480 га,
- земли промышленности, энергетики, транспорта, связи, радиовещания, информатики, земли для обеспечения космической деятельности, земли обороны, безопасности и земли социального значения: 22777 га,
- земли особо охраняемых территорий и объектов отсутствуют,
- земли лесного фонда: 447673 га,
- земли водного фонда: 5970 га,
- земли запаса: 474 га[7].

## История
В декабре 1923 года в составе Ирбитского округа Уральской области был образован Туринский район. В 1931 году в состав района вошла территория ликвидированных Липчинского и Благовещенского районов. С 1934 года район в составе Свердловской области.
К 1930 году в Туринском районе был создан 51 колхоз. К 1931 году их количество составляло 158 колхозов. К 1926 — 1927 годам в районе действовали 32 школы, 32 избы-читальни, 5 кинопередвижных установок, 1 кинотеатр, 5 библиотек.
Согласно данным 1926 — 1928 годов, Туринский район считался сельскохозяйственным и промышленным. Из сельскохозяйственных культур возделывались пшеница, овёс, озимая рожь. Обеспеченность скотом на 1 хозяйство ниже средней по Ирбитскому округу, значительную долю в сельском хозяйстве занимали посевы льна. Из промышленных предприятий действовали лесопильный завод Камоуралбумлесотреста, расположенный при станции Туринск Пермской железной дороги. Основная часть трудоспособного населения, более 800 человек, была занята в мелкой промышленности. Также были развиты замше-рукавичный, кожевенный промыслы, столярное, бондарное, санное производства. На территории Благовещенского района (сейчас северо-запад Туринского района) занимались производством дегтя, лесозаготовкой.
В 1939 году начал работу целлюлозный завод № 3 (ныне АО «Туринский целлюлозно-бумажный завод»). В 1946 году из части территории Туринского района образован Ленский район. В 1952 году в Туринске начала действовать спичечная фабрика. 4 мая 1956 года Ленский район объединён с Туринским районом. В 1960 году введена в строй фабрика деревянной игрушки. В 1963 — 1965 годы Туринский район был сельским районом.
17 декабря 1995 года по итогам местного референдума было создано муниципальное образование Туринский район.
17 декабря 1996 года муниципальное образование было включено в областной реестр.
31 декабря 2004 года Туринский район как муниципальное образование был наделён статусом городского округа.
1 января 2006 года муниципальное образование Туринский район было переименовано в Туринский городской округ.
В рамках административно-территориального устройства области, административно-территориальная единица Туринский район продолжает существовать.

## Население
| 2002    | 2009    | 2010    | 2011    | 2012    | 2013    | 2014    | 2015    | 2016    |
| ------- | ------- | ------- | ------- | ------- | ------- | ------- | ------- | ------- |
| 32 540  | ↘29 552 | ↘28 274 | ↘28 183 | ↘27 767 | ↘27 218 | ↘26 832 | ↘26 568 | ↘26 359 |
| 2017    | 2018    | 2019    | 2020    | 2021    | 2023    |         |         |         |
| ↘26 132 | ↘25 751 | ↘25 316 | ↘25 150 | ↘24 110 | ↘23 877 |         |         |         |

### Урбанизация
В городских условиях (Туринск) проживают 69,50 % населения муниципального округа.

## Состав
В состав городского округа и района входят 63 населённых пункта. При этом в городском округе они разделены между 10 территориальными администрациями (1 городом и 9 сельскими управлениями).
Туринский район до 1 октября 2017 года делился на 16 административно-территориальных единиц: 1 город районного подчинения и 15 сельсоветов.
| №  | Населённый пункт | Тип населённого пункта        | Население | Сельское управление | Административно- территориальная единица Туринского района |
| -- | ---------------- | ----------------------------- | --------- | ------------------- | ---------------------------------------------------------- |
| 1  | Антоновка        | деревня                       | ↘3        | Фабричное СУ        | Чекуновский сельсовет                                      |
| 2  | Берёзово         | деревня                       | ↘0        | Ленское СУ          | Ленский сельсовет                                          |
| 3  | Благовещенское   | село                          | ↘620      | Благовещенское СУ   | Благовещенский сельсовет                                   |
| 4  | Боровая          | деревня                       | ↘53       | Коркинское СУ       | Коркинский сельсовет                                       |
| 5  | Бушланово        | деревня                       | ↘81       | Усениновское СУ     | Усениновский сельсовет                                     |
| 6  | Водоисточник     | посёлок                       | →0        | Фабричное СУ        | Фабричный сельсовет                                        |
| 7  | Галактионовка    | деревня                       | ↘99       | Коркинское СУ       | Коркинский сельсовет                                       |
| 8  | Голышева         | деревня                       | ↘1        | Городищенское СУ    | Городищенский сельсовет                                    |
| 9  | Городище         | село                          | ↘506      | Городищенское СУ    | Городищенский сельсовет                                    |
| 10 | Давыдово         | деревня                       | ↘0        | Усениновское СУ     | Усениновский сельсовет                                     |
| 11 | Добанчино        | посёлок                       | →0        | Фабричное СУ        | Фабричный сельсовет                                        |
| 12 | Дымковское       | село                          | ↘326      | Благовещенское СУ   | Дымковский сельсовет                                       |
| 13 | Ерзовское        | село                          | ↗308      | Коркинское СУ       | Ерзовский сельсовет                                        |
| 14 | Жуковское        | село                          | ↘6        | Ленское СУ          | Ленский сельсовет                                          |
| 15 | Зелёный Бор      | село                          | ↘16       | Благовещенское СУ   | Дымковский сельсовет                                       |
| 16 | Казакова         | деревня                       | ↘18       | Шухруповское СУ     | Шухруповский сельсовет                                     |
| 17 | Кальтюкова       | деревня                       | ↘185      | Леонтьевское СУ     | Леонтьевский сельсовет                                     |
| 18 | Кибирева         | деревня                       | ↘101      | Коркинское СУ       | Ерзовский сельсовет                                        |
| 19 | Кокузово         | деревня                       | ↘87       | Шухруповское СУ     | Шухруповский сельсовет                                     |
| 20 | Кондрахино       | деревня                       | ↘79       | Благовещенское СУ   | Благовещенский сельсовет                                   |
| 21 | Коркинское       | село                          | ↘560      | Коркинское СУ       | Коркинский сельсовет                                       |
| 22 | Косарёва         | деревня                       | ↘8        | Усениновское СУ     | Чукреевский сельсовет                                      |
| 23 | Кузнецово        | деревня                       | ↘53       | Городищенское СУ    | Городищенский сельсовет                                    |
| 24 | Кумарьинское     | село                          | ↘13       | Ленское СУ          | Ленский сельсовет                                          |
| 25 | Ленское          | село                          | ↘447      | Ленское СУ          | Ленский сельсовет                                          |
| 26 | Леонтьевское     | село                          | ↘171      | Леонтьевское СУ     | Леонтьевский сельсовет                                     |
| 27 | Липовское        | село                          | ↘495      | Липовское СУ        | Липовский сельсовет                                        |
| 28 | Луговая          | деревня                       | ↘44       | Коркинское СУ       | Ерзовский сельсовет                                        |
| 29 | Митрофановка     | деревня                       | ↘1        | Коркинское СУ       | Коркинский сельсовет                                       |
| 30 | Назарово         | село                          | ↘67       | Леонтьевское СУ     | Назаровский сельсовет                                      |
| 31 | Неймышево        | деревня                       | ↘52       | Благовещенское СУ   | Благовещенский сельсовет                                   |
| 32 | Новое Шишкино    | деревня                       | ↘116      | Ленское СУ          | Ленский сельсовет                                          |
| 33 | Новоостровная    | деревня                       | ↘2        | Городищенское СУ    | Городищенский сельсовет                                    |
| 34 | Новосёлова       | деревня                       | ↘35       | Городищенское СУ    | Городищенский сельсовет                                    |
| 35 | Первина          | деревня                       | ↘4        | Городищенское СУ    | Городищенский сельсовет                                    |
| 36 | Петрово          | деревня                       | ↘106      | Липовское СУ        | Липовский сельсовет                                        |
| 37 | Поречье          | посёлок                       | ↘3        | Фабричное СУ        | Сарагульский сельсовет                                     |
| 38 | Пролетарка       | посёлок                       | ↘80       | Леонтьевское СУ     | Назаровский сельсовет                                      |
| 39 | Разумово         | посёлок                       | ↘25       | Шухруповское СУ     | Шухруповский сельсовет                                     |
| 40 | Сарагулка        | посёлок                       | ↘21       | Фабричное СУ        | Сарагульский сельсовет                                     |
| 41 | Семухина         | деревня                       | ↘29       | Коркинское СУ       | Ерзовский сельсовет                                        |
| 42 | Сенина           | деревня                       | →2        | Шухруповское СУ     | Шухруповский сельсовет                                     |
| 43 | Смычка           | посёлок                       | ↘274      | Фабричное СУ        | Фабричный сельсовет                                        |
| 44 | Сутормина        | деревня                       | ↘15       | Городищенское СУ    | Городищенский сельсовет                                    |
| 45 | Таволожка        | деревня                       | ↘6        | Фабричное СУ        | Сарагульский сельсовет                                     |
| 46 | Тазово           | деревня                       | ↘5        | Городищенское СУ    | Городищенский сельсовет                                    |
| 47 | Топорково        | деревня                       | ↘1        | Шухруповское СУ     | Шухруповский сельсовет                                     |
| 48 | Туманово         | деревня                       | ↘0        | Благовещенское СУ   | Благовещенский сельсовет                                   |
| 49 | Туринск          | город, административный центр | ↗16 594   | город Туринск       | город Туринск                                              |
| 50 | Увельки          | посёлок                       | ↘27       | Липовское СУ        | Липовский сельсовет                                        |
| 51 | Урваново         | деревня                       | ↘15       | Коркинское СУ       | Ерзовский сельсовет                                        |
| 52 | Урусова          | деревня                       | ↘19       | Усениновское СУ     | Усениновский сельсовет                                     |
| 53 | Усениново        | село                          | ↘511      | Усениновское СУ     | Усениновский сельсовет                                     |
| 54 | Устиновка        | деревня                       | ↘10       | Леонтьевское СУ     | Назаровский сельсовет                                      |
| 55 | Фабричное        | посёлок                       | ↘780      | Фабричное СУ        | Фабричный сельсовет                                        |
| 56 | Фирсово          | деревня                       | ↘85       | Усениновское СУ     | Чукреевский сельсовет                                      |
| 57 | Чеболтасово      | деревня                       | ↘31       | Городищенское СУ    | Городищенский сельсовет                                    |
| 58 | Чекуново         | село                          | ↘175      | Фабричное СУ        | Чекуновский сельсовет                                      |
| 59 | Чернышово        | деревня                       | ↘27       | Липовское СУ        | Липовский сельсовет                                        |
| 60 | Чукреевское      | село                          | ↘319      | Усениновское СУ     | Чукреевский сельсовет                                      |
| 61 | Шевелёвское      | деревня                       | ↘0        | Липовское СУ        | Липовский сельсовет                                        |
| 62 | Шуфрук           | посёлок                       | ↘7        | Коркинское СУ       | Ерзовский сельсовет                                        |
| 63 | Шухруповское     | село                          | ↘431      | Шухруповское СУ     | Шухруповский сельсовет                                     |

### Упразднённые населённые пункты
См. также Список упразднённых населённых пунктов Свердловской области
В  декабре 1976 года упразднён посёлок Чубаровка.
7 августа 1996 года были упразднены деревни Ветошкино Благовещенского сельсовета, Алексеевка Сарагульского сельсовета, Гусева Чекуновского сельсовета и Мингалева Чукреевского сельсовета.
В 2015 году законом Свердловской области № 161-ОЗ были упразднены деревни Дубровино Ленского сельсовета, Кекорка Липовского сельсовета, Красново Городищенского сельсовета, Санаево Шухруповского сельсовета, Яр Усениновского сельсовета, посёлок Окунёво Фабричного сельсовета.

## Экономика
Туринский городской округ является центром лесной, деревообрабатывающей и целлюлозно-бумажной промышленности. Крупнейшее предприятие: АО «Туринский целлюлозно-бумажный завод» расположено в городе Туринске.
Также развито сельское хозяйство. На территории городского округа действуют (на 01.01.2019 г.) 8 сельскохозяйственных организаций, около 20 крестьянских (фермерских) хозяйств. Основные виды деятельности: животноводство (производство молока, мяса крупного рогатого скота), растениеводство (выращиваются зерновые культуры: ячмень, пшеница, овёс, кукуруза, а также многолетние травы посева прошлых лет (клевер, люцерна и пр). Согласно стратегии развития агропромышленного комплекса Свердловской области на период до 2035 года Туринский район входит в 10 муниципалитетов области с наибольшим производством молока в хозяйствах всех категорий, порядка 30 000 тонн в 2017 году
Деревообработка представлена производственным кооперативом «Туринский межхозяйственный лесхоз», а также частными деревообрабатывающими организациями с небольшой численностью работников.

## Культура

### Достопримечательности
См. также Достопримечательности, расположенные в г. Туринске
- термальный источник «Акварель» (поселок Водоисточник)

### Памятники природы
На территории городского округа расположены 8 природных памятников областного значения.
Основная статья: Памятники природы Туринского района

### Объекты культурного наследия
Древние поселения, стоянки и городища, признанные объектами культурного наследия федерального значения:
- «Поселение Якуша», Туринский район, в 1,2 км к юго-востоку от села Городища, левый берег реки Туры;
- «Поселение Давыдовское V», Туринский район, в 1,6-1,8 км к юго-западу от села Давыдова;
- «Поселение Давыдовское III», Туринский район, левый берег реки Туры, в 1,7 км к юго-западу от села Давыдова;
- «Поселение Давыдовское II», Туринский район, левый берег реки Туры, в 1,2 км к юго-западу от села Давыдова;
- «Городище Давыдовское», Туринский район, левый берег реки Туры, в 1,5 км к западу от села Давыдова.

### Фестивали
- Фестиваль народной культуры «Туринская околица». Проходит на территории села Городища с 2013 года.
- Фестиваль эстрадного вокального творчества «Туринские самоцветы» проводится на территории села Городища с 2017 года[35].

## Религия
На территории городского округа расположены следующие православные приходы и монастырь:
- приход во имя Всемилостивого Спаса Алапаевской епархии Русской православной церкви (Московский Патриархат),
- Свято-Николаевский женский монастырь Алапаевской епархии Русской православной церкви (Московский Патриархат),
- приход в честь Сретения Господня г. Туринска Алапаевской епархии Русской православной церкви,
- приход в честь Покрова Пресвятой Богородицы с. Дымковского Алапаевской епархии Русской православной церкви,
- приход в честь Благовещения Пресвятой Богородицы с. Благовещенского Алапаевской епархии Русской православной церкви.

Религиозные группы:
- группа евангелиевских христиан,
- Туринская группа Свердловской церкви Российского объединённого союза христиан Евангельской веры (пятидесятники).

## Транспорт

### Автомобильное сообщение
Через округ проходят автодороги регионального значения, связывающие Туринск с Тавдой, Ирбитом, Байкаловым, Туринской Слободой. Протяженность автомобильных дорог общего пользования регионального значения на территории городского округа составляет 303 км.
На территории района расположен самый длинный автомобильный мост Свердловской области, его длина 6 км . Мост через реку Туру сдан в эксплуатацию 27 октября 2008 года .

### Железнодорожное сообщение
Через городской округ проходит железнодорожный ход Екатеринбург — Устье-Аха Свердловской железной дороги.
На территории городского округа расположена железнодорожная станция:
- Туринск-Уральский (г. Туринск),

остановочные пункты:
- Шуфрук,
- 252 км,
- 260 км,
- Таволожка (деревня Таволожка),
- 284 км,
- 295 км (упразднён),
- Сарагулка (посёлок Сарагулка).